# Discogs
Diskogs (engl. Discogs) je veb-sajt i baza podataka koja sadrži informacije o muzičarima, njihovim diskografijama, albumima, singlovima i svim ostalim objavljivanjima. Veb stranica je nastala u oktobru 2000. godine, a osnovao ju je DJ i programer Kevin Levandovski. Vlasnik sajta Diskogs je firma Zink midija ink. koja se nalazi u Portlandu, Oregonu, Sjedinjenim Američkim Državama.

## Spoljašnje veze
- Zvanični veb-sajt
- Diskogs viki